# Костёл Святого Казимира (Рясно)
Костёл Святого Казимира — католический храм в центре агрогородка Рясно Дрибинского района Могилёвской области, выполненный из камня, один из ярких образцов классицизма XIX века на территории Белоруссии, памятник архитектуры республиканского значения.

## История
Рясненская католическая община впервые упоминается в 1744 году, в то время она принадлежала Оршанскому деканату Виленского диоцеза. В 1747 году в городе была основана иезуитская миссия (действовала до 1773 года), находившаяся в подчинении Мстиславского коллегиума. В год основания миссии владелец Рясны, рогачёвский староста граф Михаил Патей передал иезуитам 10 четвертей ячменя, 4 четверти гречихи, 3 четверти пшеницы, 1 четверть овса, 5 четвертей конопли и гороха, 1 кабана и бочку соли. Через четыре года при поддержке Патеев на средства прихожан была построена деревянная церковь Святого Козьмы и передана под защиту иезуитам. В результате вхождения слободы в состав Российской империи после первого раздела Речи Посполитой в сентябре 1775 года церковь стала приходской.
Деревянное здание первой церкви сгорело во время пожара 1804 года. Через восемь лет на его месте началось строительство нового кирпичного храма, которое велось за счет пожертвований отцов-иезуитов и Левона Порчевского. Службы в этот период проводились во временном здании. В 1818 году строительство было почти закончено, а в следующем году готовую церковь освятили в честь святого Казимира. До 1868 года церковь продолжала существовать как приходская, а после упразднения прихода стала филиалом.
В 1843 году церковь пострадала от бури, в результате которой сорвало крышу здания. В 1853 году в храме за короткое время были проведены крупные реставрационные работы. По данным на 1849 год, церковь принадлежала Чаусскому деканату Могилёвского архидиоцеза. По состоянию на 1886 год в приходе насчитывался 971 верующий, в Заболотцах имелась часовня. Юзафат Жискар в своем труде «Nasze kościoły» обратил внимание на то, что приход был небольшим, служил только один священник, а прихожанами были в основном мелкие дворяне и помещики, верующих белорусов было немного. Само здание находилось в хорошем состоянии и не требовало ремонта. Рядом с церковью была возведена деревянная колокольня с 5 колоколами, кладбище длиной 14 и шириной 13 саженей, располагались деревянный пасторский дом, амбар, ледник, конюшня, пуня, каретный сарай и другие постройки.
В 1923 году церковь Святого Казимира числилась в списке приходов без закреплённого за ней священника, а в 1930-х годах сама церковь была закрыта и преобразована сначала в клуб, затем в склад. Во время Великой Отечественной войны здание сильно пострадало от обстрелов и больше не восстанавливалось. В настоящее время в Рясне действует возрожденный католический приход Непорочного Зачатия Пресвятой Девы Марии и Святого Казимира, действует временная часовня. В 2007 году здание бывшей церкви было включено в Государственный список историко-культурных ценностей.

## Архитектура
Памятник архитектуры классицизма с широким использованием ординарных элементов. По компоновке представляет собой трехнефную базилику с прямоугольной апсидой и двумя ризницами. Здание покрыто двускатной крышей, первоначально деревянной, позже — жестяной (не сохранилась). Главный фасад выделяется четырехколонным дорическим портиком, завершенным треугольным фронтоном с искусным антаблементом (с триглифами и метопами). По бокам портика были небольшие конховые  и треугольные ниши. Боковые фасады украшены ризолитами с четырёхколонными портиками и полукруглыми нишами. 18 прямоугольных оконных и дверных проемов украшены сандриками. В алтарной части имелось единственное полукруглое окно. Бабинец был разделен двумя деревянными перегородками. На главном фронтоне раньше был деревянный крест. Имелись три крыльца, каждое имело три ступени.
Внутреннее пространство разделено двумя рядами из шестнадцати дорических колонн на три нефа, соединенных цилиндрическими сводами. Пол деревянный, из сосновых досок. По сведениям «Церковных известий за 1831 год», в интерьере было четыре престола, а также орган. В главном алтаре находилась ростовая икона св. Казимира, поверх которой находилась вторая икона Сердца Спасителя. Под иконой св. Казимир повесил герб дарителей Еляшевичей. Второй престол, с правой стороны, с Распятым Иисусом Христом, содержал 3 иконы у подножия: апостола Петра, святой Марии Магдалины и Пресвятой Богородицы. В третьем престоле, с левой стороны, находились икона Божией Матери в серебряной ризе и икона-список Божией Матери Ченстоховская. Наверху была икона Бога Савоафа со Спасителем, возлагающим венец на главу Пресвятой Богородицы. В четвёртом престоле, с левой стороны, явлены Спаситель и икона преподобного Антония.

Церковь на старых фотографиях
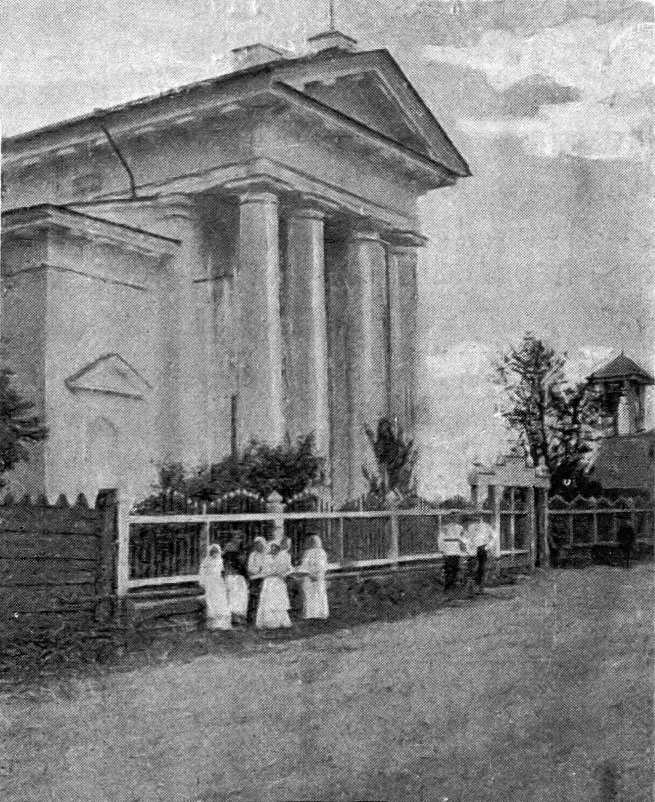
Костёл в 1913 году
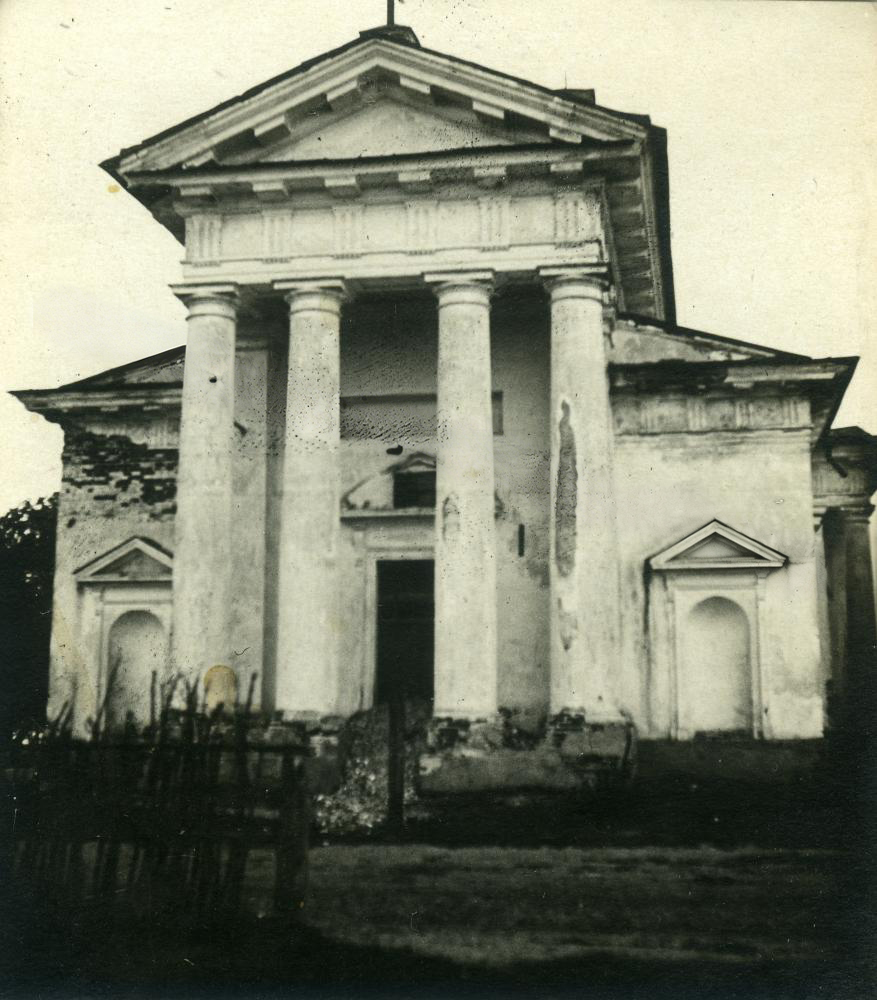
Главный фасад костёла, 1939 г.
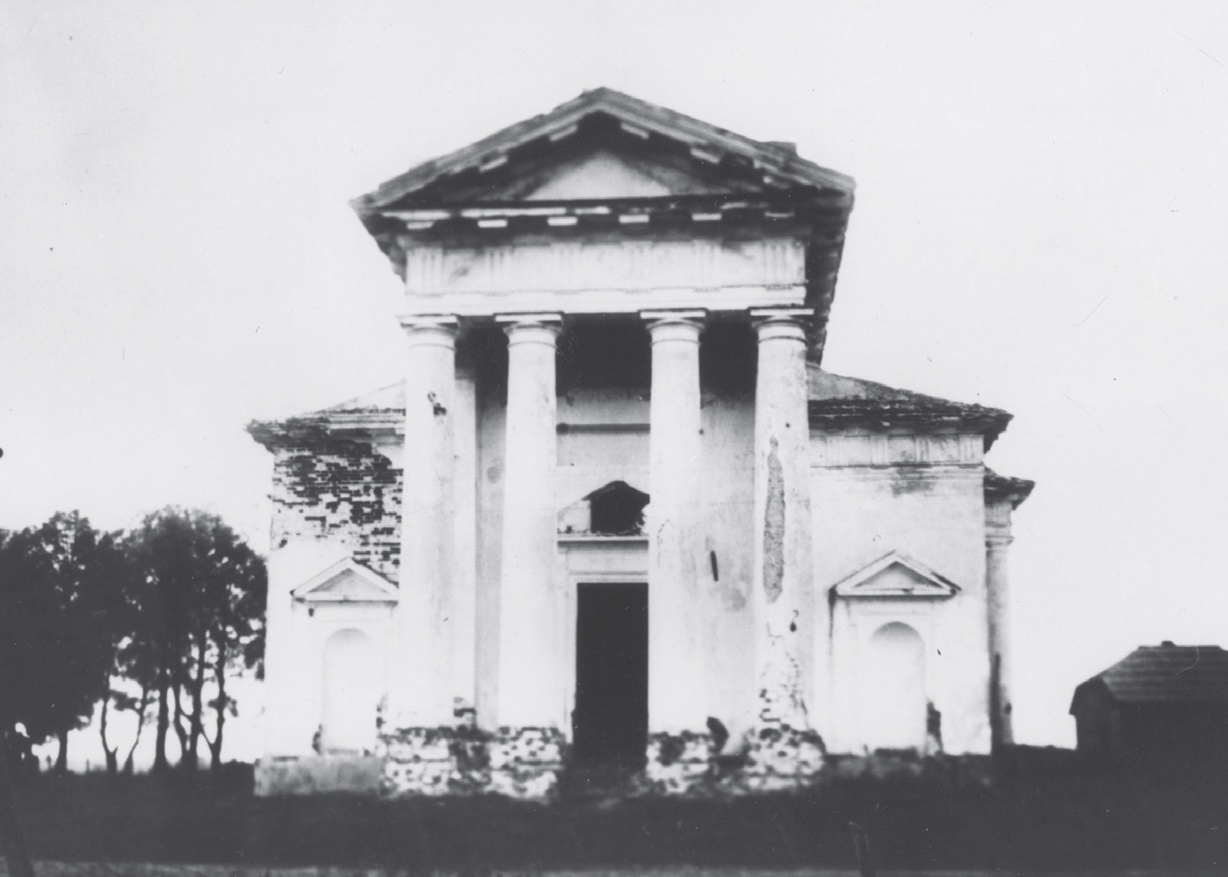
Вид на костёла в 1950-х гг.
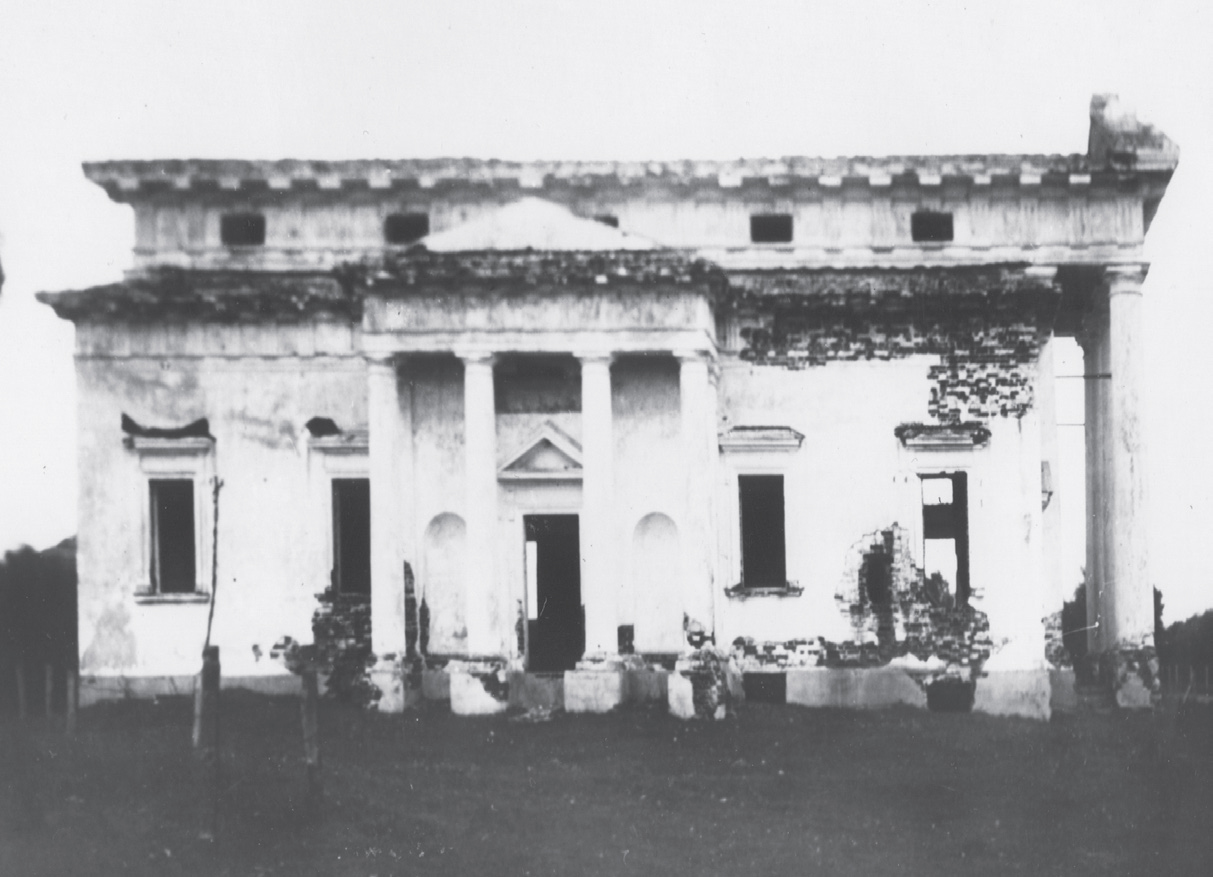
Один из боковых фасадов, 1950-е гг.